# Margate FC
Margate FC (celým názvem: Margate Football Club) je anglický fotbalový klub, který sídlí ve městě Margate v nemetropolitním hrabství Kent. Založen byl v roce 1896. Od sezóny 2017/18 hraje v Isthmian League Premier Division (sedmá nejvyšší soutěž v Anglii). Klubové barvy jsou modrá a bílá.
Své domácí zápasy odehrává na stadionu Hartsdown Park s kapacitou 3 000 diváků.

## Historické názvy
Zdroj: 
- 1896 – Margate FC (Margate Football Club)
- 1981 – Thanet United FC (Thanet United Football Club)
- 1989 – Margate FC (Margate Football Club)

## Získané trofeje
- Kent Senior Cup ( 8× )
  - 1935/36, 1936/37, 1973/74, 1993/94, 1997/98, 2002/03, 2003/04, 2004/05

## Úspěchy v domácích pohárech
Zdroj: 
- FA Cup
  - 3. kolo: 1935/36, 1972/73
- FA Trophy
  - Čtvrtfinále: 2001/02

## Umístění v jednotlivých sezonách
Stručný přehled
Zdroj: 
- 1919–1920: Kent Football League (Division One)
- 1933–1936: Southern Football League (Eastern Section)
- 1936–1937: Southern Football League
- 1946–1959: Kent Football League (Division One)
- 1959–1963: Southern Football League (Division One)
- 1963–1966: Southern Football League (Premier Division)
- 1966–1967: Southern Football League (Division One)
- 1967–1977: Southern Football League (Premier Division)
- 1977–1978: Southern Football League (Division One South)
- 1978–1979: Southern Football League (Premier Division)
- 1979–1999: Southern Football League (Southern Division)
- 1999–2001: Southern Football League (Premier Division)
- 2001–2004: Conference National
- 2004–2005: Conference South
- 2005–2015: Isthmian League (Premier Division)
- 2015–2017: National League South
- 2017– : Isthmian League (Premier Division)

Jednotlivé ročníky
Zdroj: 
Legenda: Z - zápasy, V - výhry, R - remízy, P - porážky, VG - vstřelené góly, OG - obdržené góly, +/- - rozdíl skóre, B - body, červené podbarvení - sestup, zelené podbarvení - postup, fialové podbarvení - reorganizace, změna skupiny či soutěže
| Sezóny  | Liga                               | Úroveň | Z  | V  | R  | P  | VG | OG | +/- | B  | Pozice |
| ------- | ---------------------------------- | ------ | -- | -- | -- | -- | -- | -- | --- | -- | ------ |
| 2009/10 | Isthmian League (Premier Division) | 7      | 46 | 11 | 12 | 19 | 49 | 71 | -22 | 45 | 19.    |
| 2010/11 | Isthmian League (Premier Division) | 7      | 46 | 11 | 12 | 19 | 52 | 64 | -12 | 45 | 16.    |
| 2011/12 | Isthmian League (Premier Division) | 7      | 46 | 15 | 9  | 18 | 66 | 65 | +1  | 54 | 15.    |
| 2012/13 | Isthmian League (Premier Division) | 7      | 46 | 17 | 11 | 14 | 61 | 49 | +12 | 62 | 9.     |
| 2013/14 | Isthmian League (Premier Division) | 7      | 46 | 18 | 10 | 18 | 70 | 67 | +3  | 64 | 11.    |
| 2014/15 | Isthmian League (Premier Division) | 7      | 46 | 25 | 10 | 11 | 94 | 58 | +36 | 85 | 3.     |
| 2015/16 | National League South              | 6      | 42 | 13 | 8  | 21 | 51 | 73 | -22 | 47 | 19.    |
| 2016/17 | National League South              | 6      | 42 | 7  | 4  | 31 | 26 | 81 | -55 | 25 | 22.    |
| 2017/18 | Isthmian League (Premier Division) | 7      | 46 | 20 | 17 | 9  | 77 | 53 | +24 | 77 | 7.     |
| 2018/19 | Isthmian League (Premier Division) | 7      | 46 |    |    |    |    |    |     |    |        |